# Pedro Gordón
Pedro Gordón fue un conquistador español. Este conquistador extremeño, al principio, fue víctima de la inexperiencia de aquellos que siendo guerreros y conociendo las Indias, fracasaron en su intento de ser caudillos. 

## Biografía
Era natural de Usagre (Badajoz), llegaba a Venezuela en 1569 en la frustrada expedición de don Pedro Maraver de Silva para la conquista y colonización de la Nueva Extremadura. Ante el fracaso de la expedición colonizadora, Pedro buscará otro rumbo más seguro para acomodar a su familia y sobreponiéndose a las circunstancias desertaba de las filas de don Pedro y llegaba hasta Barquisimeto con su mujer y tres hijos de corta edad.
Después de una larga temporada en Barquisimeto, en 1570 la familia se establecía en la ciudad de El Tocuyo. Ese mismo año, el gobernador Francisco Hernández de Chaves, ordena poblar el interior de la extensa comarca deshabitada que existía entre las ciudades de Santa Ana de Coro y El Tocuyo, y Pedro Gordón se alista en la expedición de Juan del Tejo para pacificar el territorio y fundar la ciudad de Carora, donde después de su consolidación Pedro Gordón será nombrado alcalde ordinario en 1571.

## Obstinación defensora
Algún tiempo después, la recién fundada Carora se tambalea por la improvisación fundadora y casi se despuebla por lo inaceptado del lugar donde había sido ubicada, pero Pedro Gordón resiste los avatares que se le presentan y valiente u ostindamente se queda para defender la ciudad que había contribuido a crear. 
Pero la burocracia gubernativa, a pesar de no existir irregularidades achacables a Gordón, no perdona a los funcionarios que equivocadamente hayan escogido el sitio del poblamiento y Pedro Gordón es enjuiciado por el nuevo gobernador Diego de Mazariegos, que no encontrando ninguna anormalidad ni motivos en el desempeño edilicio de Gordón, le exonerará de toda culpa y le felicitará por su empeño de mantener la ciudad.

## Conservador de tradiciones
A pesar de las numerosas adversidades, no ha decaído el espíritu cristiano y el respeto por las instituciones religiosas que ha mantenido en su tierra extremeña desde tiempos inmemoriales. En sesión eclesiástica celebrada el 27 de octubre de 1585, se funda en la ciudad de Carora la Cofradía del Santísimo Sacramento, donde Pedro Gordón ocupará un destacado lugar hasta el final de sus días.   
Además de los tres hijos que había traído, le nació una hija en las tierras venezolanas. Los tres varones que nacieron en Usagre (Alonso nacido en 1556, Diego en 1564, y Pedro en 1569) con el tiempo se hicieron hombres y ocuparán importantes cargos en las instituciones. Sobre todo Pedro Gordón de Almazán que abrazará el sacerdocio y ocupará relevantes cargos en las instituciones de la Iglesia venezolana.  